# Podul Marco-Polo
Podul Marco Polo (chin. 卢沟桥/蘆溝橋, lúgōuqiáo) este un pod de piatră peste râul  Yongding terminat de construit în anul 1192 el fiind situat în apropiere de Pekin. Este numit și Podul Marco Polo deoarece Marco Polo descrie podul în jurnalul său de călătorie.
Este cel mai vechi pod de piatră dim lume, el are o lungime de 235 m, o lățime de 9,3 m, balustrada fiind ornată cu lei de piatră.

## Istoric
Podul a fost clădit în timpul dnastiei Jin (1190-1208), connstrucția lui a început în anul 1189 fiind  terminată în 1192. Pe atunci podul era numit „Lugou Xiaoyue” (Luna de la Lugou la crăpatul zilei) de pe pod se oferă o panoramă frumoasă a orașului Peking. In secolul XVII au fost arcadele podului distruse de o inundație. Podul fiind reconstruit cu același număr de arcuri (arcade) pe fundamentul vechi.
In anul 1969 va fi mărită lățimea podului în vederea optimizării circulației rutiere.